# コンデル・パーク (ニューサウスウェールズ州)
コンデル・パーク（英語: Condell Park）は、オーストラリア、ニューサウスウェールズ州、バンクスタウン市郊外の、シドニー中心業務地区の22km南西に位置し、南西シドニー地区の一部である。コンデル・パークの郵便番号は2200であり、バンクスタウン、バンクスタウン空港、マウント・ルイスと共有している。

## 歴史
コンデル・パークは、1829年5月8日に13人の開拓者と共にバークのスウィフトシャー号で辿り着いたエンジニア、オースリー・コンデルに因んで命名された。彼は、公共事業による土地の割り当てで、1830年に4つのロットに隣接する50-エーカー (200,000 m2)の土地を与えられ、コンデル・パークと呼んだ。
シマト・アベニュー・コンデル・パークに位置するブラック・チャーリーズ・ヒルは、愛称が「ブラック・チャーリー」であった者に因んで名付けられた。彼の本名は、チャールズ・ルソンあるいはチャールズ・ロペスだったと言われ、アボリジニが祖先である。彼は、サウス・ヤグーナのエドガー・ストリート付近に住んでおり、1900年代初期に、このエリアの他のものが育てた野菜を、馬車で市場まで運んでいた。彼の家はトタンで造られていた。ブラック・チャーリーは、毎日午後9時きっかりに火を発射すると言われたが、理由は決して公表しなかった。幾人かは彼がウサギを探しているといい、また他の者は飛行機の接近を知らせているといった。

### バンクスタウン・バンカー
バンクスタウン・バンカーは、戦時中のイングランドの地下軍事作戦室の正確なレプリカであり、英国が侵入するドイツ空軍に対し、防空戦闘機攻撃を指示した。極秘の運営上の防御するため、必要な備品は全て減らされていた。バンカーには、コード室、計画室、2つの逃亡トンネル、ラジオ送信室が備わっていた。バンカーの中央は、高さがおよそ2階分の大部屋になっていた。これは太平洋地域のオーストラリア空軍計画の主要作戦室やコントロールセンターであった。この部屋には、第二次世界大戦における南西太平洋の戦場の大きな地図があった。
バンカーは未だに現存し、古い通気口の1つからアクセスすることができる。入口は、バンカーのある都市公園の下を通るトンネルがある住居の裏庭で、私財である。これは、テイラー・ストリートの終端にあり、コンデル・パークのマリオン・ストリートとエドガー・ストリートの角でも見つけることができる。1976年には、土地全体がほとんどの地域を占めるタウンハウスへ再開発された。この地域は現在、8〜11軒のヴィラを含む離れた複合体または「クローゼス」となっている。各クローズは、第二次世界大戦中にバンクスタウンから飛んだ飛行機に因んで命名されている。

## 人口動態
2011年国勢調査によると、コンデル・パークには10,417人の住民がいる。住民のほとんど半分は、オーストラリア以外で生まれ、54.0%はオーストラリア生まれである。主要な他の出身国としては、レバノンが9.9%、ベトナムが8.2%、イタリアが2.0%、ギリシャが2.0%、マケドニアが1.7%である。コンデル・パークでは、30.8%の人が家で英語のみを話している。家で話される他の言語には、アラビア語が27.2%、ベトナム語が12.1%、ギリシャ語が6.0%、イタリア語が3.0%、マケドニア語が3.0%がある。

## 商業地区

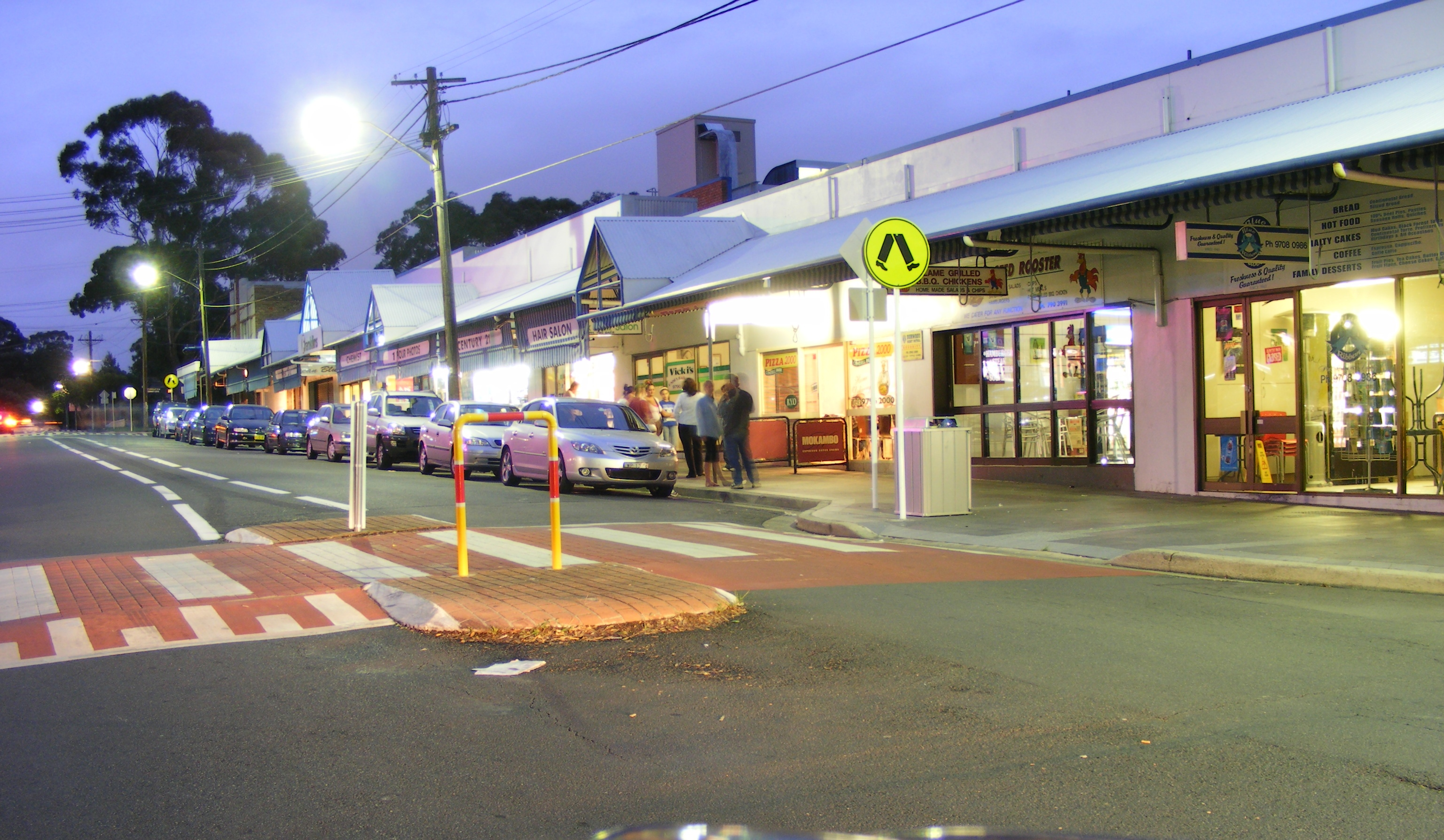
コンデル・パーク・ショッピングセンター

フランクリンズ・スーパーマーケット、リカーランド、オーストラリア・コモンウェルス銀行など多数の店やレストランを含む、コンデル・パークには多くの店がある。店のほとんどは、シマト・アベニューの小さな区域に位置するが、他の少数の店は、郊外に散在している。

## 学校
- コンデル・パーク・パブリックスクール (K-6)
- コンデル・パーク・ハイスクール (7-12)
- コンデル・パーク・クリスチャンスクール (K-10)

## 教会
- コンデル・パーク英国国教会

## スポーツと娯楽
バンクスタウン市場が毎週日曜日に開かれるコンデル・パークには、バンクスタウン・トロッティングクラブが本拠を置いている。スポーツの会場となるデヴェラル・パークには、ネットボールコート、6つのテニスコート、オーストラリア最大のバスケットボールスタジアムであるバンクスタウン・バスケットボール・スタジアムなど、幅広い施設がある。バスケットボールスタジアムの隣にあるキンチ・リサーブは、コンデル・パーク・フットボールクラブのホームである。